# Dicerandra linearifolia
Dicerandra linearifolia är en kransblommig växtart som först beskrevs av Stephen Elliott, och fick sitt nu gällande namn av George Bentham. Dicerandra linearifolia ingår i släktet Dicerandra och familjen kransblommiga växter.

## Underarter
Arten delas in i följande underarter:
- D. l. linearifolia
- D. l. robustior